# Hillel Konaté
Hillel Konaté, né le 28 décembre 1994 à Poitiers en France, est un footballeur international burkinabé, qui possède aussi les nationalités ivoirienne et française. Il joue au poste de gardien de but à l'ESTAC Troyes.

## Biographie

### En club
Hillel Konaté débute le football au Poitiers FC, puis rejoint la La Berrichonne de Châteauroux en 2006. En 2008, il poursuit sa formation au FC Sochaux-Montbéliard qu'il quitte en 2015 sans avoir disputé de match avec l'équipe première.
En 2016, il rejoint l'US Boulogne Côte d'Opale. Il dispute son premier match le 13 novembre 2016 en Coupe de France contre Villeneuve-d'Ascq Métropole (défaite 2-0). 
En 2018, il s'engage en faveur du Valenciennes FC. Il joue son premier match de Ligue 2 le 21 septembre 2018 contre le Red Star (victoire 4-1). En 2020, alors qu'il n'était que troisième gardien au cours de la saison écoulée, il prolonge son contrat jusqu'en 2022. Il prolonge à nouveau de deux saisons à l'issue de son contrat. Il s’illustre au cours d'un match de Coupe de France face au Red Star, en repoussant trois tentatives adverses au cours la séance victorieuse de tirs au but. 
En 2023, il fait son retour à La Berrichonne de Châteauroux.

### En sélection
En 2011, avec la Côte d'Ivoire, il participe à la Coupe du monde des moins de 17 ans organisée au Mexique. Il est titularisé lors de toutes les rencontres de la compétition où les Éléphants sont éliminés en huitièmes de finale.
Il est sélectionné à plusieurs reprises avec l'équipe ivoirienne A mais sans jamais disputer de rencontre.
Hillel Konaté représente ensuite la sélection du Burkina Faso, avec qui il fait ses débuts le 27 septembre 2022 en amical face aux Comores (victoire 2-1).
Il est convoqué par Hubert Velud pour participer à la CAN 2023. 